# Alopecurus japonicus
Espèce
Alopecurus japonicus (vulpin japonais) est une espèce de plantes monocotylédones de la famille des Poaceae, originaire de Chine.
Cette plante herbacée annuelle est une mauvaise herbe particulièrement présente dans le nord-est de l'Asie, notamment dans les champs de céréales en Chine. 
On en connaît plusieurs écotypes ayant développé une résistance à des herbicides.

## Synonymes
Selon Catalogue of Life (24 mai 2016) : 
- Alopecuropsis japonica (Steud.) Opiz,
- Alopecurus malacostachyus A.Gray

## Description
Alopecurus japonicus est une plante herbacée annuelle, poussant en touffe de 25 à 50 cm de haut. Les tiges dressées se ramifient parfois au niveau des nœuds inférieurs.
Les feuilles, au limbe long de 3 à 12 cm sur 3 à 7 mm de large, sont portées par une gaine lâche, lisse et glabre, avec une ligule de 3 à 5 mm de haut.
Les fleurs sont rassemblées en panicules denses en forme d'épis, cylindriques, vert-jaunâtre, de 3 à 10 cm de long, formées d'épillets oblongs de 4,7 à 8 mm de long.
Les anthères sont blanches, d'environ 1 mm de long.
La floraison intervient de février à mai.

## Distribution et habitat
L'aire de répartition d'Alopecurus japonicus comprend la Chine (provinces de Anhui, Fujian, Guangdong, Guizhou, Henan, Hubei, Jiangsu, Shaanxi, Sichuan, Yunnan, Zhejiang), le Japon et la Corée.
Cette espèce se rencontre dans les milieux humides, jusqu'à 2000 m d'altitude.

## Résistances aux herbicides
On a signalé depuis 1990, en Chine, quatre cas de populations d'Alopecurus japonicus résistantes à des herbicides. Ces écotypes se sont montrés résistants à divers herbicides des groupes suivants selon la classification HRAC des herbicides : groupe A (inhibiteurs de l'acétyl-coenzyme A carboxylase ou ACCase), groupe B (inhibiteurs de l'acétolactate synthase ou ALS), groupe C2 (inhibiteurs de la photosynthèse - photosystème II) et groupe D (inhibiteurs de la photosynthèse - diversion d'électrons dans le photosystème I).
Dans un cas, signalé en 2014 dans une culture de blé tendre, il s'agissait d'une résistance multiple : résistance  simultanée à des herbicides des groupes A et B. 